# Spark Arena
Spark Arena (còn được gọi là Auckland City Arena, và trước đây được gọi là Vector Arena) là một nhà thi đấu đa năng ở Auckland, New Zealand. Nhà thi đấu nằm ở Quay Park, Parnell. Nhà thi đấu nằm rất gần với Trung tâm vận tải Britomart và Ga xe lửa The Strand. Spark Arena được xây dựng với chi phí khoảng 94 triệu đô la, trong đó QPAM (nhà điều hành của nhà thi đấu) đóng góp 68 triệu đô la. Đây là dự án quan hệ đối tác công – tư lớn đầu tiên của New Zealand. Quyền sở hữu nhà thi đấu được giao cho QPAM trong 40 năm, sau đó quyền sở hữu sẽ được chuyển giao cho thành phố Auckland.

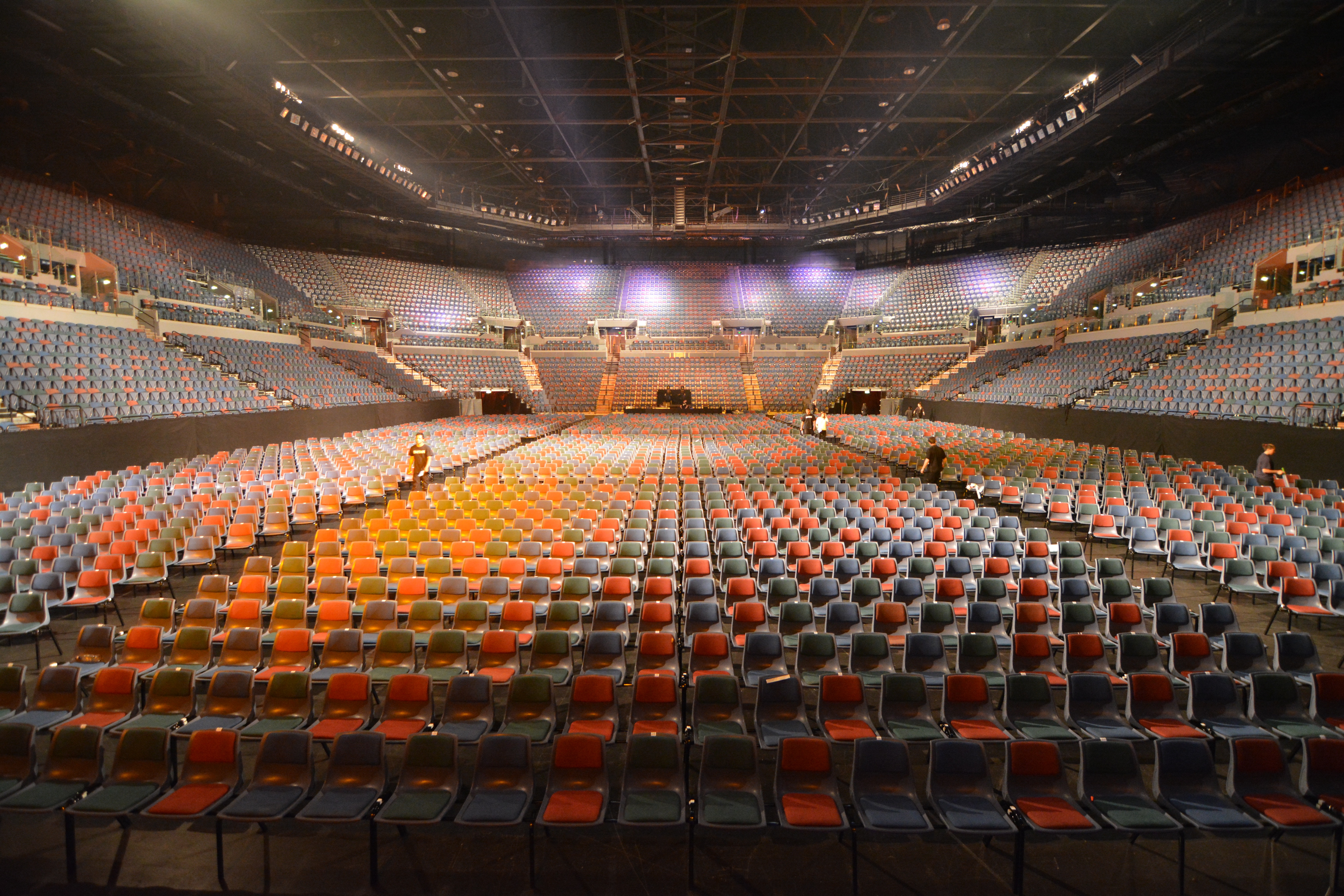
Bên trong nhà thi đấu với ghế ngồi dưới sàn

Sau sự chậm trễ do các vấn đề liên quan đến xây dựng, buổi hòa nhạc đầu tiên được tổ chức tại đây là Rock Star Supernova vào ngày 24 tháng 3 năm 2007.